# Firewatch
Firewatch ist ein Computerspiel des amerikanischen Spieleentwicklers Campo Santo. Die Handlung des Spiels ist kurz nach den Bränden im Yellowstone-Nationalpark 1988 in Wyoming angesiedelt. Es ist das erste Videospiel für den Publisher Panic und für den Entwickler Campo Santo.

## Handlung
In Firewatch übernimmt der Spieler die Rolle von Henry, einem Feuerwächter, der im Sommer 1989 in einem Wachturm des Shoshone National Forests seinen Dienst antritt, nachdem seine Frau erste Anzeichen von Alzheimer zeigt. An seinem ersten Tag wird er von Delilah, seiner vorgesetzten Feuerwächterin, mit der er nur über Funk kommuniziert, zu einem illegalen Feuerwerk zweier betrunkener jugendlicher Mädchen geschickt. Henry weist sie zurecht und kann ihnen die Feuerwerkskörper wegnehmen. Auf dem Rückweg zu seinem Wachturm „Two Forks“ trifft er abends auf einen Unbekannten, der jedoch sofort, als er bemerkt wird, verschwindet. Als Henry an seinem Wachturm ankommt, ist dieser total verwüstet worden, als ob er durchsucht worden wäre.
Am nächsten Tag bittet Delilah ihn, eine kaputte Telefontrasse auf Schäden zu überprüfen. Er findet heraus, dass die Telefonleitung durchgeschnitten wurde und auch Anzeichen davon, dass es wahrscheinlich die jugendlichen Mädchen waren. Henry und Delilah hecken einen Plan aus, um die Mädchen zu erschrecken. Als er ihn jedoch durchführen will, findet er den Lagerplatz und das Zelt der Mädchen komplett verwüstet vor. Beide werden nervös, ob etwas Schlimmes passiert sein könnte. Eine Notiz der Mädchen an deren Zelt beschuldigt Henry, ihre Sachen gestohlen zu haben.
Henry findet einen alten Rucksack mit den Sachen von jemandem namens Brian Goodwin, welcher laut Delilah zusammen mit seinem Vater Ned (einem Alkoholiker) vor einigen Jahren Feuerwächter in Two Forks war. Normalerweise ist es verboten, seine Kinder mit in den Wachturm zu bringen, jedoch hatte Delilah damals Brians Anwesenheit nicht gemeldet. Eines Tages verließen Brian und Ned plötzlich den Wachturm und kamen nie zurück.
Die beiden jugendlichen Mädchen wurden als vermisst gemeldet. Um einer Strafe zu entgehen, meldet Delilah, dass weder sie noch Henry die Mädchen getroffen haben. Einige Tage später findet Henry am See ein Klemmbrett mit einer Mitschrift seiner Konversationen mit Delilah. Er wird kurz darauf von einem Unbekannten ohnmächtig geschlagen. Als er wieder aufwacht, ist das Klemmbrett weg. Auf einer Wiese, welche auf dem Klemmbrett erwähnt wurde, findet er einen von der Regierung eingezäunten Bereich. Er bricht in diesen ein und findet eine kleine Überwachungsstation vor, in welcher detailliert seine und Delilahs Unterhaltungen aufgezeichnet sind.
Henry und Delilah diskutieren kurz darüber, die Station niederzubrennen, entscheiden sich jedoch dagegen. Als Henry zu seinem Wachturm zurück will, legt jemand in der Überwachungsstation Feuer. Wieder zurück im Wachturm benutzt Henry einen Peilsender, welchen er aus der Überwachungsstation mitgenommen hat. Damit findet er im Gebüsch südlich des Wachturms einen Rucksack mit einem Schlüssel zu einer Höhle. Kurz danach meldet sich Delilah und berichtet, dass sich jemand in Henrys Wachturm aufhält. Als Henry dort ankommt, findet er einen Walkman mit einer Aufzeichnung des Gespräches zwischen Delilah und ihm, welche es so scheinen lässt, als ob er das Feuer in der Überwachungsstation gelegt hätte.
Als Henry tags darauf in die verschlossene Höhle steigt, verschließt jemand die Tür hinter ihm. Als er die Höhle durch einen anderen Ausgang verlässt, findet er Brians altes Versteck, in welchem sich eine Kletterausrüstung befindet. Mit dieser steigt er tiefer in die Höhle und findet dort die Leiche von Brian. Delilah macht sich selbst Vorwürfe, dass sie Brian damals mit seinem Vater in dem Wachturm leben ließ.
Am nächsten Tag ist das Feuer in der Überwachungsstation außer Kontrolle geraten und alle Wachtürme müssen evakuiert werden. Als Henry seine Sachen packt, fängt der Peilsender zu piepen an und er folgt dem Signal. Er findet eine Kassette von Ned. Auf dieser erklärt Ned, dass er (nach dem tödlichen Kletterunfall seines Sohns Brian) nicht in die Zivilisation zurückwollte. Nun werde er sich noch tiefer in die Wälder zurückziehen. Henry findet Neds Lager zusammen mit all den gestohlenen Sachen der Mädchen und aus seinem Wachturm. Delilah informiert Henry darüber, dass die beiden vermissten Mädchen wohlauf seien. Die vermeintliche Überwachungsstation war nur eine Forschungsstation zur Beobachtung von Fauna und Flora. Ned hatte während des ganzen Sommers die Funkgespräche zwischen Henry und Delilah abgehört und die Mitschriften in der Forschungsstation platziert, sodass Henry glauben sollte, von der Regierung überwacht zu werden und Teil eines wissenschaftlichen Experiments zu sein. Damit wollte er Henry vertreiben und sichergehen, dass niemand ihn und sein Versteck findet.
Henry geht durch die Rauchschwaden in Richtung Delilahs Wachturm, um dort von der Rettungsmannschaft abgeholt zu werden. Als er dort eintrifft, wurde Delilah bereits per Helikopter evakuiert. Über Funk verabschieden sich beide voneinander. Delilah sagt, Henry solle zu seiner Frau zurückkehren. Kurz darauf trifft der Rettungshubschrauber erneut ein. Henry hat nun die Wahl, in die Zivilisation zurückzukehren oder – ähnlich wie Ned – in der Wildnis zu bleiben.

## Spielprinzip und Technik
Das Spielgeschehen in Firewatch wird aus der Egoperspektive gezeigt, die Kamera gibt also die Sichtweise des Spielcharakters wieder. Mit Hilfe der WASD-Tasten bewegt man Henry durch die Spielwelt und kann durch Mausbewegungen die Kamera frei drehen, so dass man sich nach allen Seiten umschauen kann. Die Interaktion mit der Spielwelt erfolgt über einen Cursor, der in der Bildschirmmitte arretiert ist und seine Form verändert, wenn er durch Drehen der Kamera über einem Interaktionspunkt (einem sogenannten Hotspot) positioniert wird. Durch einen Mausklick wird die Interaktion dann eingeleitet; Henry kann so beispielsweise Gegenstände aufnehmen und andernorts auf die Umgebung anwenden, Türen öffnen oder Schalter umlegen. Seine einzige Kommunikationsmöglichkeit ist ein Walkie-Talkie, welches ihn mit seiner Vorgesetzten Delilah verbindet, um sich mit ihr auszutauschen und zu beraten. Um mit ihr zu sprechen, kann der Spieler aus einer Reihe von Dialogoptionen wählen. Dies geschieht meist wenn interaktive Objekte gefunden und neue Gebiete betreten werden. Die Entscheidungen des Spielers beeinflussen Henrys Beziehung zu Delilah. Während des Spiels werden weitere Areale freigeschaltet. In der Wildnis gefundene Objekte können gesammelt und später verwendet werden, ein klassisches Inventar gibt es jedoch nicht.

## Produktionsnotizen
Das Spiel wird nur mit englischer Sprachausgabe ausgeliefert, besitzt jedoch u. a. auch deutsche Untertitel.
| Rolle                | Sprecher          |
| -------------------- | ----------------- |
| Henry                | Rich Sommer       |
| Delilah              | Cissy Jones       |
| Julia                | Larissa Gallagher |
| Chelsea (Teenager 1) | Erin Yvette       |
| Lily (Teenager 2)    | Nikki Rapp        |
| Ned Goodwin          | Mac Brandt        |

## Rezeption
Aus 65 aggregierten Wertungen erzielt Firewatch auf Metacritic einen Score von 81. Das Spiel wurde von den Medien, darunter Spiegel Online und Focus Online positiv aufgenommen. Das Fachmagazin Adventure-Treff lobte eine innovative Erzählweise, eine spannende, tiefgründige und gut inszenierte Geschichte sowie eine durch Grafik und Sound unterstrichene, „tolle“ Atmosphäre. Kritisiert wurden der langatmige Spieleinstieg sowie das Fehlen von Herausforderungen.
Insgesamt wurde das Spiel über 2,5 Millionen Mal verkauft.

### Zitate
- GameStar: „Firewatch lässt uns eine faszinierende Welt erkunden, bietet aber kaum spielerische Herausforderung.“[7]
- IGN: „Firewatch ist schön, auf den Punkt und wundervoll erwachsen.“[8]
- 4Players: „Packendes Abenteuer mit einer klugen, vielschichtigen Erzählung und lebendigen interaktiven Dialogen.“[5]

## Adaption
Im Jahr 2016 arbeitete das Produktionsstudio Good Universe an einer Filmadaption des Spiels. Nach deren Übernahme durch Lionsgate gingen die Rechte zurück an Campo Santo. Im August 2020 wurde bekannt, dass Snoot Entertainment zusammen mit dem Entwicklerstudio des Spiels an einer Film- oder Serienumsetzung arbeitet. Als Produzenten fungieren Keith Calder und Jess Wu Calder (beide von Snoot Entertainment) sowie Sean Vanaman und Jake Rodkin (beide Campo Santo).